# 12087 Tiffanylin
12087 Tiffanylin eller 1998 HB30 är en asteroid i huvudbältet som upptäcktes den 20 april 1998 av LINEAR i Socorro County, New Mexico. Den är uppkallad efter Tiffany Fangtse Lin.
Asteroiden har en diameter på ungefär 2 kilometer.